# Wyatt Earp
Pour les articles homonymes, voir Wyatt et Wyatt Earp (homonymie).
Wyatt Berry Stapp Earp dit Wyatt Earp (19 mars 1848 - 13 janvier 1929) est un chasseur de bisons, officier américain et marshal à Dodge City. Il est connu principalement pour sa participation à la fusillade d'O.K. Corral à Tombstone avec Doc Holliday, et ses frères Virgil et Morgan Earp (en).

## Biographie
Wyatt Berry Stapp Earp est né le 19 mars 1848, à Monmouth, dans le comté de Warren (en Illinois). Avec sa famille, il vécut dans différents États des États-Unis.

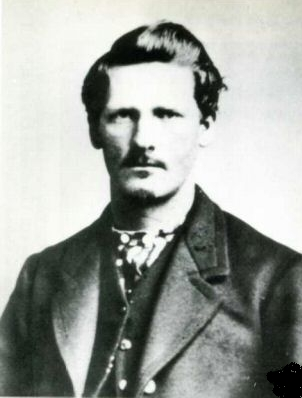
Wyatt Earp vers l'âge de 21 ans.

En 1870, il se marie avec sa première épouse, Urilla Sutherland Earp, qui enceinte, contracta la fièvre typhoïde et en décéda avant la naissance de leur enfant.
Entre 1871 à 1874, il fut chasseur de bisons. Il gagna aussi sa vie en jouant régulièrement au poker, en pratiquant la boxe tout en travaillant sur les chemins de fer dans le territoire du Wyoming.
Au début de sa vie, Wyatt Earp fut accusé de plusieurs délits tels que vol de chevaux ou encore détournement de fonds lorsqu’il exerçait la profession d’agent de police dans la ville de Wichita au Kansas, où il était chargé de la collecte des taxes. Son frère James ouvrit un hôtel de passes à Dodge City et Earp quitta Wichita pour le rejoindre.
De 1876 à 1877, il fut assistant marshall dans la petite ville de Dodge City. Il la quitta brutalement pour Fort Griffin au Texas, où il rencontra Doc Holliday (dentiste de profession, joueur et tueur de réputation), qui lui sauvera la vie par la suite. Une longue amitié les liera. En 1878, Wyatt Earp retourne à Dodge City, mais en 1879, il dut quitter la ville après avoir tué un cow-boy lors d’une bagarre.
Accompagné de deux de ses frères, Virgil et Morgan, il se rendit à Tombstone, en Arizona, une ville créée près d’une mine d’argent. À Tombstone, Wyatt Earp travailla à la mine, alors que son frère Morgan était barman et Virgil marshall adjoint. Wyatt y rencontra une actrice : Josephine Sarah Marcus (en), qu’il perdit de vue mais qui deviendra sa femme par la suite. Les frères Earp prirent des parts dans un saloon (l'Oriental Saloon). Des tensions entre les Earp et un clan de cow-boys éleveurs de bétail, les Clanton et les McLaury, ne cessaient de s’amplifier.
Le 25 octobre 1881, Ike Clanton, sous l’effet de l’alcool, menaça de tuer les frères Earp. Virgil l'assomma et le désarma. Le lendemain, Ike et Billy Clanton revinrent à Tombstone, accompagnés de Tom et Frank McLaury, avec l’intention de tuer Virgil Earp. Les Earp, Doc Holliday et le shérif, John Behan, se rendirent près d’une écurie appelée « O.K. Corral », où s'étaient réfugiés les Clanton et les McLaury, une fusillade éclata. Les McLaury et Bill Clanton furent tués tandis que Doc Holliday, Virgil et Morgan Earp furent blessés.
Les Earp furent jugés, mais vu le contexte, la justice admit qu’ils avaient agi en situation de légitime défense. Les clans Clanton et McLaury n’acceptèrent évidemment pas ce jugement et décidèrent de se venger eux-mêmes. Quelque temps après, Virgil Earp fut estropié à vie par un tireur embusqué, puis Morgan Earp fut tué.
Wyatt Earp, aidé par Doc Holliday, décida alors de régler définitivement ses comptes avec les clans Clanton et McLaury ; une vingtaine de cow-boys furent tués. Un an après ce règlement de comptes, Wyatt Earp et Doc Holliday quittèrent l'Arizona pour se rendre au Colorado. Earp fit aussi un passage dans l'Idaho, où, à l’automne 1883, A. J. Pritchard avait découvert le filon de "Widow's Claim", près d'Eagle City. Il se retrouva en conflit avec les hommes de Wyatt Earp, qui revendiquèrent aussi des découvertes aurifères dans la région.
Par la suite, Wyatt Earp retrouva l’actrice Josephine Marcus ; ils ne se quittèrent plus et commencèrent alors à travailler et voyager ensemble. Ils tinrent plusieurs bars dans des villes minières. Earp continua à gagner sa vie en jouant et en investissant dans l’immobilier. Le couple se rendit en Alaska en 1897 pour tirer profit de la ruée vers l'or qu’il y eut là-bas à cette époque.
Finalement Wyatt Earp s'installa en 1906 avec Josephine à Vidal dans le désert de Sonora. Il se rendit à Hollywood, où il rencontra de nombreux acteurs qui tournaient les premiers westerns. Il y rencontra notamment un jeune acteur, Marion Morrison, qui deviendra célèbre par la suite sous le nom de John Wayne.
Le 13 janvier 1929, Wyatt Earp mourut (à l'âge de 80 ans) dans son petit appartement situé à Los Angeles, des complications d'une cystite chronique (beaucoup de sources citent un cancer de la prostate).
Une citation lui est attribuée : « Fast is fine, but accuracy is everything » (En français : « La rapidité c'est bien, mais la précision c'est tout ! »)

## Adaptations
Plusieurs adaptations ont été tirées de sa vie :

### Cinéma
- 1939 : L'Aigle des frontières (Frontier Marshal) d'Allan Dwan, avec Randolph Scott
- 1942 : Tombstone, the Town Too Tough to Die, avec Richard Dix
- 1946 : La Poursuite infernale (My darling Clementine) de John Ford - avec Henry Fonda
- 1950 : Winchester 73 (Winchester '73) d'Anthony Mann avec Will Geer
- 1955 : Un jeu risqué (Wichita) de Jacques Tourneur, avec Joel McCrea. Dans la VF « Wyatt » se transforme en « Michel ».
- 1957 : Règlements de comptes à OK Corral (Gunfight at OK Corral) de John Sturges avec Burt Lancaster
- 1964 : Les Cheyennes (Cheyenne Autumn) de John Ford avec James Stewart
- 1967 : Sept secondes en enfer (Hour of the gun) de John Sturges avec James Garner
- 1971 : Doc Holliday, avec Harris Yulin
- 1988 : Meurtre à Hollywood, de Blake Edwards avec Bruce Willis et James Garner
- 1993 : Tombstone, de George Pan Cosmatos - avec Kurt Russell
- 1994 : Wyatt Earp, de Lawrence Kasdan, avec Kevin Costner
- 2000 : Shanghaï Kid, dans le film, le véritable nom de Roy O'Bannon (joué par Owen Wilson) est Wyatt Earp.
- 2012 : La Première Chevauchée de Wyatt Earp, de Michael Feifer, avec Val Kilmer et Shawn Roberts
- 2015 : The Ridiculous 6 de Adam Sandler

### Télévision
- 1955-1961 : The Life and Legend of Wyatt Earp, avec Hugh O'Brian
- 1966 : Doctor Who, Saison 3, Épisode 8 _ The Gunfighters
- 1968-1969 : Star Trek Saison 3 épisode 6 Au-delà du Far West
- 1994 : Wyatt Earp : retour à Tombstone, de Frank McDonald, avec Hugh O'Brian
- 2006 : Deadwood, fait une apparition dans la 3e saison avec Morgan Earp
- 2014 : Modern Family, Saison 5 épisode 22 (Message reçu)
- depuis 2016 : Wynonna Earp, met en scène la descendante de Wyatt Earp

### Bande dessinée
- Il fait une apparition dans Le Prospecteur de la vallée de l'Agonie blanche (épisode 8 de la jeunesse de Picsou) et dans l'histoire de La Prisonnière de la vallée de l'Agonie Blanche (épisode 8 bis).
- Blueberry fait aussi la connaissance de Wyatt Earp et de ses frères dans les cinq albums Mister Blueberry qui relatent la fusillade d'O.K. Corral.
- Les albums de Lucky Luke, O.K. Corral et 7 histoires de Lucky Luke (dans ce dernier, juste évoqué par le titre d'un mini-récit : L'égal de Wyatt Earp).
- Il fit une apparition dans Le Journal de Mickey en 1960 dans les numéros 403 à 410, dans les planches hebdomadaires de la série Mickey à travers les siècles. La BD s'intitulait Dodge–City 1877 (Nicolas P., Fallot).
- Il fit une brève apparition dans le one-shot Old Western Mama du mangaka Naoki Urasawa, que l'on retrouve dans la compilation Histoires courtes de Naoki Urasawa aux éditions Kana.
- Dans l'album Tombstone des aventures de Bill Jourdan (par Loÿs Pétillot, 1958), Wyatt et tous les héros de O.K. Corral sont présents.
- La série de comics Wynonna Earp de Beau Smith met en scène la descendante de Wyatt Earp.
- Dans la série de BD, West Legends qui retrace l'hiver 1890...